# Підвальний Сергій Васильович
Сергій Васильович Підвальний (нар. 30 березня 1978, Луцьк, УРСР) — український футболіст, півзахисник. У Вищій лізі України зіграв 1 матч за вінницьку «Ниву».

## Життєпис
Футбольну кар'єру розпочав у яворівському «Яворі» в чемпіонаті Львівської області. Наступного сезону разом з командою дебютував в аматорському чемпіонаті України. У 1996 році перебрався до «Львова». На професіональному рівні дебютував 12 червня 1996 року в переможному (7:0) виїзному поєдинку 40-о  туру Першої ліги проти кам'янець-подільської «Ратуші». Сергій вийшов на поле на 46-й хвилині, замінивши Ігора Височанського. У футболці «Львова» зіграв 2 матчі в Першій лізі України.
Під час зимової перерви сезону 1996/97 років перейшов у «Ниву». Свій єдиний матч у Вищій лізі зіграв 19 березня 1997 року, проти криворізького «Кривбасу». Підвальний вийшов на поле в стартовому складі, а на 51-й хвилині його замінив Анатолій Балицький. У 1999 році зіграв ще 1 матч у Першій лізі за «Вінницю». Проте більшу частину ігрового часу провів у фарм-клубах вінничан, «Ниву» (Бершадь) та «Ниву» (Вінниця). Дебютним голом на професіональному рівні відзначився 30 травня 1998 року на 46-й хвилині нічийного (2:2) домашнього для «Ниви» поєдинку 29-о туру групи Б Другої ліги проти армянського «Титану». Сергій вийшов на поле в стартовому складі та відіграв увесь матч. У складі бершадського клубу в Другій лізі зіграв 36 матчів (1 гол), ще 1 поєдинок провів у кубку України. У футболці «Ниви-2» — 16 матчів (1 гол) у Другій лізі, ще 1 поєдинок провів у кубку України.
У 2001 році виступав в аматорському чемпіонаті України за «Будівельник-Ниву» (Гнівань), за яку зіграв 11 матчів та відзначився 4-а голами. У 2004 році виступав за «Бершадь» в аматорському чемпіонаті України. Потім у футболці команди зіграв по одному сезоні в Другій та Першій лігах України. Останнім клубом у кар'єрі Сергія став «Авангард» (Сутиски), у футболці якого він зіграв 1 матч в аматорському чемпіонаті України.